# You're Not Alone (Joe & Jake)
You're Not Alone (Non sei solo) è il singolo di debutto del duo anglo-gallese Joe & Jake, pubblicato l'11 marzo 2016 su etichetta discografica Sony Music Entertainment UK. Il brano è stato scritto da Matt Schwartz, Justin J. Benson e Siva Kaneswaran e prodotto da Schwartz.
In seguito alla vittoria a Eurovision: You Decide il 26 febbraio, Joe & Jake hanno avuto la possibilità di rappresentare il Regno Unito all'Eurovision Song Contest 2016. Il duo si esibirà sul palco dell'Eurovision a Stoccolma nella finale del 14 maggio, cantando per venticinquesimi su 26 partecipanti.

## Tracce
Download digitale
1. You're Not Alone – 2:50